# سیارک ۶۴۴۱
سیارک ۶۴۴۱ (به انگلیسی: 6441 Milenajesenska، نامگذاری:1988RR2) شش هزار و چهارصد و چهل و یکمین سیارک کشف شده‌است که در ۹ سپتامبر ۱۹۸۸ کشف شد.
قدر مطلق سیارک برابر ۱۴٫۶۰ است.